# Bosna in Hercegovina
Bosna in Hercegovina (izvirno: Bosna i Hercegovina, okrajšava BiH, srbska cirilica: Боснa и Херцеговина), neformalno samo Bosna, je država na Balkanskem polotoku, nekdanja socialistična republika v okviru Jugoslavije (SFRJ). 
Nahaja se v jugovzhodni Evropi. Na zahodu in severu meji na Hrvaško, na vzhodu na Srbijo in na jugovzhodu na Črno goro, na jugu pa ima pri naselju Neum dostop do Jadranskega morja. Glavno mesto države je Sarajevo.
Bosna in Hercegovina je skoraj celinska država, saj ima izjemno kratko obalo (20 km) ob Jadranskem morju pri naselju Neum. Osrednji in vzhodni del države je večinoma hribovit in na severovzhodu načeloma raven. Osrednji del Bosne ima celinsko podnebje z vročimi poletji in mrzlimi snežnimi zimami. Južni del države, Hercegovina, ima sredozemsko podnebje.

## Etimologija
Prva ohranjena široko priznana omemba Bosne je v De Administrando Imperio, politično-geografskem priročniku, ki ga je napisal bizantinski cesar Konstantin VII sredi 10. stoletja (med 948 in 952) in opisuje »majhno deželo« (χωρίον v grščini), imenovano »Bosona« (οσώνα).
Ime naj bi izhajalo iz imena reke Bosne, ki je tekla skozi bosansko središče. Po mnenju filologa Antona Mayerja bi lahko ime Bosna izviralo iz ilirskega *bas-an-as, ki bi izhajalo iz proto-indoevropskega korena *bos ali *bogh – kar pomeni »tekoča voda«. Po besedah angleškega strokovnjaka za srednji vek, Williama Millerja, so slovanski naseljenci v Bosni »prilagodili latinsko označbo Basante in tako poimenovali reko Bosno in sebe kot Bošnjake«.
Ime Hercegovina (»herzogova zemlja«, iz nemške besede za vojvodo) izvira iz naziva bosanskega magnata Stjepana Vukčića Kosače, »Herceg (Herzog) Huma in obale« (1448). Hum, nekdanje Zahumje, je bila srednjeveška kneževina, ki jo je v prvi polovici 14. stoletja osvojila Bosanska Banovina. Regija je bila pod vodstvom Osmanov kot Hercegovski Sandžak (Hersek) v okviru pašaluka v Bosni do ustanovitve kratkotrajnega Hercegovskega Pašaluka leta 1830, ki se je ponovno umestil v petdesetih letih 19. stoletja, po čemer je entiteta postala splošno znana kot Bosna in Hercegovina.
Ob razglasitvi neodvisnosti je država prevzela ime Republika Bosna in Hercegovina, toda s podpisom Daytonskega sporazuma je morala spremeniti ime v današnjo Bosno in Hercegovino.

## Geografija
Bosna in Hercegovina leži na zahodnem Balkanu in si deli zahodno ter severno mejo s Hrvaško (932 km), vzhodno s Srbijo (302 km) in jugovzhodno s Črno goro (225 km). Topografsko podobo države večinoma oblikuje Dinarsko gorovje – z najvišjim vrhom države Maglić (2386 m) –, na severovzhodu se spusti v Panonsko kotlino; 26-kilometrski pas na jugu države se dotika Jadranskega morja. Večji del površja leži na kraških tleh. Severni del pokrivajo obsežni redko prekinjeni gozdovi, medtem ko so na jugu mnogokrat rodovitna tla pogosteje kultivirana.
Večji reki sta Bosna in Sava ter njuni pritoki Una, Drina in Vrbas. Vse omenjene reke so usmerjene proti severu in sodijo v savsko porečje, le nekaj tokov, med njimi Neretva, se izliva v Jadran. Rečne ravnice ob Savi na severu BiH so rodovitna območja.
Jug države zaznamuje sredozemsko podnebje s sončnimi in toplimi poletji ter milimi, deževnimi zimami. V notranjost celine umaknjen severni del države ima celinsko podnebje z vročimi poletji in hladnimi zimami. Na podnebne razmere močno vpliva visoka topografija osrednje Bosne in Hercegovine.
Podlago v glavnem sestavljajo rjave prsti, na katerih se kot primarna naravna vegetacija razprostirajo bukovi gozdovi. Zaradi velike gozdnatosti je biotska raznovrstnost v državi velika. Obilna so tudi naravna bogastva BiH: velike površine obdelovalne zemlje, obširni gospodarsko pomembni gozdovi, nahajališča soli, mangana, srebra, svinca, bakra, železove rude, kroma in premoga.
V državi so štirje narodni parki: Narodni park Sutjeska (ustanovljen 1962), Narodni park Kozara (od 1967), Narodni park Una (od 2008) in Narodni park Drina (od 2017). 
Okoljski in povezani problemi, kakršni so industrijsko onesnaževanje zraka, primanjkovanje pitne vode in neustrezna sanitarna oskrba, so sicer pereči že več desetletij, a je zastarela in zaradi državljanske vojne opustošena infrastruktura preusmerila pozornost s potrebe po naložbah v varovanje okolja na zagotavljanje osnovnih potreb in storitev, ki mnogokrat niso v skladu s sodobnimi okoljskimi standardi.

## Zgodovina
V obdobju neolitika so na območju današnje Bosne in Hercegovine živeli Iliri. Celotna Ilirija je prešla pod oblast Rimskega imperija do leta 9 n. št., ob razkolu krščanstva na zahodno rimskokatoliško in vzhodno pravoslavno cerkev pa je meja – prvič zarisana okoli leta 285 – potekala prav čez Bosno.
V zgodovinskem času med Rimljani in Slovani, ki so se na zahodnem Balkanu naselili v 6. stoletju, so po območju večkrat pustošile nomadske skupine Gotov, Alanov, Hunov in Avarov. V drugem valu slovanskega naseljevanja v 7. stoletju so v regijo prišla srbska in hrvaška plemena. Nedolgo zatem, leta 958, se je pojavila prva omemba imena Bosna.
V srednjem veku si je regijo zaradi goratosti in slabe dostopnosti sočasno lastilo več bližnjih imperijev in kraljestev. Tamkajšnji Slovani pa so bili pretežno kristjani obeh vej. Leta 1180 je ban Kulin zasnoval prvo jedro bosanske države, ki ga je nadalje razvijal ban Štefan II. Kotromanić v obdobju svoje vladavine (1322–1353), med drugim tudi z osvojitvijo takratnega Huma (območje, danes znano kot Hercegovina). Država je svoj vrhunec doživela pod vodstvom Štefana Tvrtka I., v času med letoma 1353 in 1391, ko je za kratko obdobje uživala status najmočnejše in najbolj cvetoče slovanske države na Balkanu.

### Osmansko cesarstvo
Čas po Tvrtku je pomenil zaton moči bosanske države, leta 1448 je Štefan Vukčić od nje uspel celo odcepiti Hercegovino. Ozemlje Bosne pa je bilo med prvimi na poti osmanskih osvajalcev v notranjost Evrope, tako je bilo zasedeno že med letoma 1463 in 1483. To je bil začetek več kot 400 let trajajočega osmanskega vpliva, ki je dodobra spremenil še danes značilno kulturno krajino. Nova oblast je kmalu prinesla naselitev judov in muslimanov: prvi so bili tja pregnani leta 1492 iz Španije, drugi pa so bili imigranti iz preostalih delov Osmanskega cesarstva. Kasneje se je muslimanska vera utrjevala zlasti s spreobračanjem domačega prebivalstva.
Bosna je bila poleg Albanije edina regija osmanske Evrope, kjer so kristjani v večjem številu krščanstvo zamenjali za islam. Najverjetnejšo razlago gre iskati v dejstvu, da je bila vera v tem mejnem območju velikih religij le slabo institucionalizirana, poleg tega je sprejetje islama pomenilo možnost vključitve v vladajoči družbeni sloj – Bosna je tako edini primer v Osmanskem cesarstvu, kjer je domače islamizirano prebivalstvo (v tem primeru muslimanski Slovani) vladalo nižjim razredom kristjanov.
Muslimanska slovanska elita si je do 19. stoletja zagotovila veliko mero notranje neodvisnosti od centralne oblasti in je zato nasprotovala takratnim reformam (tanzimat), ki bi modernizirale družbeni ter upravni sistem in zmanjšale pravice lokalnih vladajočih elit do izkoriščanja že tako slabo preskrbljenega in posledično upornega prebivalstva. Izrazita trenja so zato v najpoznejšem obdobju osmanske prisotnosti v Evropi potekala tako med lokalnimi in centralnimi oblastmi kot med krščanskim ruralnim prebivalstvom in lokalnimi oblastmi.

### Avstro-Ogrska
Nemiri so leta 1875 prerasli v kmečko vstajo, ki je v naslednjem letu dosegla tudi Bolgarijo in nakazovala mednarodno krizo. 1877 je Rusija Osmanskemu cesarstvu napovedala vojno in se že v naslednjem letu bližala prestolnici Carigrad, zato je propadajoči imperij na berlinskem kongresu privolil v rešitev razmer z avstro-ogrskim okupiranjem in upravljanjem bosanskega ozemlja. Zamenjava oblasti sicer ni potekala gladko zaradi lokalnega odpora v prvi vrsti muslimanskega, pa tudi pravoslavnega prebivalstva – razmere so se stabilizirale s pomočjo 82.000-glave armade šele po štirih mesecih. Mnogi muslimani so medtem emigrirali v preostanek osmanske države, a se njihovi strahovi glede poseganja Avstro-Ogrske v družbeno in zemljiškoposestno ureditev Bosne niso uresničili. Nova država se je bolj kot na druge teme osredotočila na gospodarsko preobrazbo regije.
Bosna je bila avstro-ogrskemu cesarstvu uradno priključena leta 1908, a to ni zadušilo takratnih zgodnjih idej hrvaškega in srbskega nacionalizma, ki so slonele na prepričanju, da so bosanski muslimani zgolj islamizirani Srbi oziroma Hrvati. V svojem vzponu je bila zlasti v tridesetih letih 19. stoletja tudi panslovanska ideja, ki je zagovarjala združitev vseh južnih Slovanov v eno državo. Njen pripadnik je bil v okviru gibanja Mlada Bosna tudi Gavrilo Princip, ki je v znak protesta avstro-ogrski nadvladi nad južnoslovanskimi narodi 28. junija 1914 v Sarajevu streljal na avstro-ogrskega prestolonaslednika Franca Ferdinanda in ga ubil. Po nizu zapletov je prizadeto cesarstvo mesec dni zatem Srbiji napovedalo vojno in s tem vnelo prvo svetovno vojno. V času vojne je večina bosanskih Srbov, Hrvatov in muslimanov ostala zvesta Avstro-Ogrski.

### Kraljevina SHS in Jugoslavija, druga svetovna vojna
Konec svetovne vojne leta 1918 je pomenil tudi konec avstro-ogrskega cesarstva. Bosna je postala del novoustanovljene Kraljevine Srbov, Hrvatov in Slovencev, leta 1929 preimenovane v Kraljevino Jugoslavijo. Oblast v novi državi južnih Slovanov je prevzela srbska dinastija Karađorđevićev, politične stranke, sicer ukinjene ob vzpostavitvi diktature leta 1929, pa so bile z izjemo komunistične stranke zasnovane na nacionalni podlagi. Večinsko muslimansko prebivalstvo Bosne je od leta 1919 zastopala Jugoslovanska muslimanska organizacija pod vostvom Mehmeta Spaha, ki je dosegel veliko prepoznavnost stranke in političnih interesov jugoslovanskih muslimanov tudi v večini drugih delov kraljevine. Spaho vendarle ni dočakal delitve kraljevine na banovine, ki je prinesla združitev delov Bosne s hrvaškimi demografskimi regijami.
Okupacijske sile osi, ki so Jugoslavijo napadle aprila 1941, so ozemlje Bosne razdelile med nemške in italijanske okupacijske cone, del pa je pripadel ustaški državi NDH. Zaradi načrtov ustašev, da bi uničili dva milijona Srbov, se je velik del srbskega prebivalstva pridružil dvema nasprotujočima si odporniškima gibanjema: četniki pod vodstvom Dragoljuba Mihailovića so bili privrženi pobeglemu kralju, medtem ko partizani pod Titom prejšnjih oblasti niso priznavali.
Bosna je pridobila osrednjo vlogo v bojnih operacijah partizanov, in sicer na dveh ravneh: proti tujim silam osi na eni ter tako proti četnikom kot proti ustašem na drugi. Bila je tudi kraj političnega delovanja rojevajoče se socialistične države in njene ustanovitve novembra 1943 v bosanskem Jajcu, na drugem zasedanju AVNOJ-a. Ta je kot eno izmed enakopravnih jugoslovanskih etnij prepoznal tudi bosanske muslimane, zato so se ti, kot tudi drugi narodi Jugoslavije, v nadaljnjem času do konca vojne v velikem številu vključevali v partizanske oborožene sile.

### Socialistična Jugoslavija
Partizanska vojska in v njej vodilna komunistična partija je bila ob koncu vojne zaradi svoje pomembne protifašistične vloge prepoznana kot legitimna oblast nove države, federacije šestih republik. Od teh je bila peterica domovina jugoslovanskih Srbov, Hrvatov, Slovencev, Makedoncev in Črnogorcev, šesta, Bosna, pa naj bi bila skupna domovina tam pomešanih Srbov, muslimanov in Hrvatov. Muslimani so bili leta 1968 priznani kot šesta uradna narodnost Jugoslavije. Zveza komunistov Bosne je v svoji politiki tudi po političnem razhodu Sovjetske zveze in Jugoslavije ostala bolj represivna in nasprotujoča množici družbenopolitičnih reform zveznih komunističnih oblasti.
Čas smrti Josipa Broza Tita leta 1980 in zlasti obdobje po njem je prineslo vse večje družbenopolitične napetosti med narodi Jugoslavije, srbski nacionalizem pa se je utelesil v Slobodanu Miloševiću in njegovem režimu. Takšno stanje je pomenilo slabe obete za narodnostno mešano Bosno.
Leta 1990 so se v napetem ozračju razpadle ZKJ in razpadajoče Jugoslavije odvile volitve v vseh republikah federacije. Izvoljene stranke so bile oblikovane na nacionalnih osnovah, tako je Muslimanska stranka demokratične akcije pod vodstvom Alije Izetbegovića prejela 34 % glasov, Srbska demokratska stranka (SDS) pod Radovanom Karadžićem 30 % in Hrvaška demokratska zveza Bosne in Hercegovine (HDZ BiH) pod de facto vodstvom Franja Tuđmana 18 %. Predsednik tripartitnega predsedstva zvezne republike je postal Izetbegović, do razpada federacije 1991 pa so po predvolilnem dogovoru tri nacionalne stranke vzpostavile koalicijsko vlado.

### Vojna za neodvisnost
Pogajanja novih voditeljev zveznih držav o ohranitvi Jugoslavije v neki obliki so neuspešno potekala v prvi polovici leta 1991. Odcepili sta se Slovenija in Hrvaška, v obeh je prišlo do oboroženih konfliktov in videti je bilo, da se jim ne bo mogla izogniti niti Bosna, ki se je ravno tako kot Makedonija in že odcepljeni državi močno nagibala k razglasitvi samostojnosti. Mnogoštevilno srbsko prebivalstvo Bosne je bilo namreč odločeno, da ne bo postalo manjšina v svoji domovini, stališče bosanskih Hrvatov pa je bilo, da v primeru srbske odcepitve ravno tako ne bodo ostali v državi z muslimansko večino.
Milošević in Tuđman sta se tako že dogovarjala o delitvi problematične države na dva dela, medtem pa je Karadžićeva Srbska demokratska stranka že pričela z ustanavljanjem srbskih avtonomnih pokrajin (SAO) ter vzpostavljanjem srbskih oblasti. Te so v novembru 1991 izvedle lasten referendum, na katerem se je velika večina srbskih prebivalcev izrekla za ohranitev federacije z Jugoslavijo, a se je od nje že v istem mesecu odcepila tudi Makedonija. Slovenija in Hrvaška sta januarja 1992 prejeli priznanje mednarodne skupnosti, ta pa je kot pogoj za priznanje suverenosti od Bosne in Hercegovine zahtevala referendum o neodvisnosti. Bojkotirala ga je velika večina bosanskih Srbov, medtem ko je 97 % udeležencev pretežno bošnjaške in hrvaške narodnosti potrdilo referendumsko vprašanje. Tako so bosanski Srbi januarja razglasili samostojnost svojega teritorija: Republike srbskega naroda Bosne in Hercegovine. Na drugi strani, v zahodnem delu razpadajoče države, je hrvaška skupnost že novembra 1991 razglasila Hrvaško republiko Herceg-Bosno, ki je imela pod vodstvom Hrvaškega obrambnega sveta vso podporo vlade in oboroženih sil sosednje Hrvaške. Bosna in Hercegovina je bila tako učinkovito razdeljena med tri nacionalno-politične skupine in sile, a so jo 6. aprila 1992 ZDA in Evropska skupnost uradno priznale kot suvereno državo.
Še v istem tednu so v BiH izbruhnili spopadi. Poleti je srbska vojska nadzorovala že več kot 60 % bosanskega ozemlja. Bošnjaki so ustanovili Armado BiH, ki se dolgo časa ni mogla učinkovito upirati srbski vojski, ki je osvojila velik del ozemlja na severu in vzhodu države. Sarajevo, ki je bilo večinoma poseljeno z bošnjaškim prebivalstvom, v okolici pa s srbskim, se je znašlo v srbskem obroču. Mednarodna skupnost se ni odzvala drugače kot z misijo UNPROFOR, ki je delen uspeh dosegla zgolj pri dostavljanju in razdeljevanju humanitarne pomoči.
Hrvati so ustanovili svojo vojsko (HVO – Hrvaški obrambni svet), ki je nadzirala večino Hercegovine in osrednje Bosne. Spomladi 1993 so se začeli spopadi med HVO-jem in Armado BiH. Spopadi so razdelili Mostar in še nekatera manjša mesta v osrednji Bosni.
Vse tri strani so izvajale etnično čiščenje in pregone prebivalstva, ki ga niso imeli za svojega. Zbežalo je na sto tisoče ljudi. 
Mednarodna skupnost se je medtem le medlo odzivala na razmere, in sicer s pogajanji in gospodarskimi sankcijami. Izjalovil se je tudi poskus vzpostavitve demilitariziranih območij, med drugim v Srebrenici, kjer je julija 1995 prišlo do največjega pokola v Evropi po drugi svetovni vojni. Že maja 1993 je bilo ustanovljeno Mednarodno sodišče za vojne zločine na območju nekdanje Jugoslavije, ki je do 1999 hujših zločinov obtožilo več kot 50 oseb, med njimi voditelja bosanskih Srbov Radovana Karadžića. Sčasoma so se pod pritiskom mednarodne skupnosti na čelu z ZDA pričeli umirjati zlasti konflikti med muslimansko in hrvaško stranjo, ta se je bila naposled marca 1994 primorana strinjati z vzpostavitvijo muslimansko-hrvaške federacije.
Oboroženi konflikt se je ob koncu leta 1995 prenehal zaradi več dejavnikov: mednarodna pogajanja pod taktirko državnega sekretarja ZDA Richarda Holbrooka, pomembni porazi srbskih oboroženih sil proti muslimansko-hrvaškemu zavezništvu na zahodu Bosne ter zračno posredovanje zavezništva NATO. Novembra 1995 so v letalskem oporišču v ameriškem Ohiu potekala intenzivna pogajanja, katerih sklepe so tri vpletene strani (Tuđman, Izetbegović in Milošević) podpisale v Daytonskem mirovnem sporazumu decembra tega leta.
Sporazum je uveljavil novo ustavo, mednarodno organizirane volitve in Bosno kot državo dveh entitet, bošnjaško-hrvaško federacijo na eni ter Republiko Srbsko na drugi strani. Poskrbljeno naj bi bilo za neovirano vrnitev 2,3 milijona beguncev (nekaj več kot 50 % predvojnega prebivalstva države), misijo UNPROFOR naj bi nadomestila nova 60.000-članska Implementation Force (IFOR) pod vodstvom organizacije NATO, kasneje preoblikovana v Stabilization Force (SFOR) z 31.000 člani. Daytonski sporazum pa tudi danes ne zagotavlja trdnega miru ali učinkovitega sodelovanja med še vedno sprtimi stranmi. S svojih domov ostaja izseljenih več kot 800 tisoč beguncev, medetnično kulturno sodelovanje je šibko, predstavnik OZN v Bosni pa deluje kot pomemben nadzornik, ki ustvarja podobo Bosne in Hercegovine kot nesuverenega protektorata zveze NATO in EU.

### Neodvisna BiH
Tudi niz volitev do današnjega dne je nakazal na nerešene nacionalno-politične probleme BiH. Neposredno po vojni so večino sedežev parlamenta osvojile tri že znane stranke na nacionalni podlagi, na političnih položajih pa je ostalo mnogo ljudi, znanih iz predvojnega in vojnega obdobja. Leta 1997 je Radovana Karadžića, ki je pod pritiski odstopil z mesta predsednika Republike Srbske, nasledila Biljana Plavšić z nekoliko bolj spravnimi stališči, a se kasneje tudi sama znašla pod obtožbami Mednarodnega sodišča za vojne zločine.
Po obdobju vladavine nenacionalno osnovanih strank so volitve leta 2002 zopet zaznamovali dobri rezultati treh nacionalnih strank.

## Demografija
V Bosni prebivajo tri velike etnične skupine: Bošnjaki, Srbi in Hrvati. Spori med njimi so še vedno pogosti in privedejo do številnih političnih nasprotij. Študija iz leta 2005, ki je preučevala haploskupine kromosomov Y, je ugotovila, da so vse tri skupine, kljub nekaj kvantitativnim razlikam, del istega genskega bazena, ki je značilen za območje Balkana.
Ob popisu prebivalstva leta 2013 je imela Bosna in Hercegovina 3.531.159 prebivalcev. Od tega je bilo 1.769.592 (50 %) Bošnjakov, 1.086.733 (31 %) Srbov in 544.780 (15 %) Hrvatov. Podobnost med etnično identiteto in vero je zelo visoka: 50 % je muslimanov, 31 % je srbskih pravoslavcev, 15 % pa rimokatolikov. 2 % je ateistov, agnostikov in versko neopredeljenih.

## Politika in uprava
Bosanski politično-upravni sistem je tudi v današnjem času močno navezan na etnične razmere in razvoj dogodkov med vojno in po njej. Moč oblasti v državi je razdeljena na etnični podlagi, ob tem pa je izrazit nadzor mednarodne skupnosti.
Bosna in Hercegovina je svojo prvo novodobno ustavo dobila ob odcepitvi iz federacije leta 1992. Delno preoblikovan dokument na osnovi pretekle, jugoslovanske ustave, je določil dvodomni parlament, vlado in predsedstvo iz treh etnično določenih članov. Takratna de iure oblast je bila sicer v prid muslimanskemu prebivalstvu, a je bila njena moč tako in tako bistveno omejena z vzpostavljenimi separatističnimi oblastmi Srbov in Hrvatov v pomembnih delih države.
Nova ustava, uveljavljena z Daytonskim sporazumom, ravno tako določa dvodomni parlament in tripartitno predsedstvo, a imajo te centralne oblasti z izjemo mednarodnega trga in političnih odnosov le skromen vpliv na dejansko življenje države. Svoji ustavi in sistema oblasti ima tako vsaka od političnih entitet BiH, a tudi znotraj tega sistema vladajo neskladja: vlada Federacije BiH v glavnem skrbi zgolj za zunanje zadeve, medtem ko se prebivalci v praktičnih zadevah izrazito ločijo na dve etnični skupini. Življenje hrvaškega prebivalstva federacije je namreč močno navezano na Hrvaško, tako v uporabi denarja in volitev, kot na področju telefonskih in električnih omrežij. Ravno tako pa ima svojo ustavo in oblasti tudi Republika Srbska; ta določa institucijo predsednika in enodomni parlament.
Zaradi neefektivnosti sistema oblasti v državi ima pomembno vlogo visoki predstavnik Bosne in Hercegovine, postavljen s strani EU in ZDA, ki od podpisa Daytonskega sporazuma dalje skrbi za uveljavljanje njegove vsebine in vzdrževanje miru ter je zaradi svojih pooblastil najvišja politična osebnost države. Zakonodajne in izvršilne odločitve predstavnika so bile pravzaprav edino učinkovito vladanje v BiH med letoma 1995 in 1998, med drugim je slednji izbral tudi zastavo nove države in s položaja razrešil ali že kar z volilnih seznamov umaknil več nezmernih politikov, ki bi lahko povzročili napetosti.
Na mednarodni ravni je današnji prednostni cilj BiH vključitev v Evropsko unijo, že od leta 2002 pa je članica Sveta Evrope, ravno tako pa OZN in Sredozemske unije.

### Upravna delitev
Daytonski sporazum priznava tri etnične skupine Bosne in Hercegovine, delno pa temu sledi tudi upravna razdelitev ozemlja. Na najvišji ravni je to delitev na dve politični entiteti, izmed katerih je ena Federacija Bosne in Hercegovine oziroma politična skupnost Bošnjakov ter bosanskih Hrvatov, druga pa Republika Srbska, ki združuje bosanske Srbe. Med obema entitetama ni vzpostavljene fizične meje. Distrikt Brčko ne pripada nobeni izmed omenjenih državnih enot, pač pa je narodnostno mešano in mednarodno nadzorovano območje državnega ozemlja.
Federacija BiH je razdeljena na 10 kantonov, ti pa dalje na občine, medtem ko se upravno ozemlje Republike Srbske od vrhovne vlade deli neposredno na občine.

## Gospodarstvo
V Jugoslaviji je bila Bosna in Hercegovina ena izmed gospodarsko šibkejših republik. V času socializma se je razvijala težka industrija in v republiki je domoval velik del jugoslovanskih tovarn.
Vojna v 90. letih je opustošila bosansko-hercegovsko gospodarstvo in BDP je padel za 60 %. Stopnja brezposelnosti je bila leta 2017 20,5-%. Stanje gospodarstva je težko natančno oceniti, ker četudi obe entiteti objavljata statistike, je statistika za celotno državo omejena. Poleg tega uradne statistike ne zajemajo sive ekonomije, ki je vsesplošno prisotna – po eni od ocen predstavlja 25,5 % celotnega BDP.
Valuta celotne Bosne in Hercegovine je od 22. junija 1998 konvertibilna marka (kratica KM, mednarodna okrajšava BAM). Marka je vezana na evro po fiksnem tečaju 1,95583:1 in tako ustreza vrednosti nekdanje nemške marke. Po zakonu morajo biti vsi domači računi izraženi v konvertibilnih markah. Kljub temu se splošno sprejemata evro in ponekod srbski dinar, čeprav to uradno ni zaželeno.
Glavni kmetijski proizvodi Bosne in Hercegovine so žitarice ter različno sadje in zelenjava. Glavne industrijske panoge so jeklarstvo, premogovništvo, železarstvo, avtomobilska industrija, tekstilna industrija, proizvodnja tobaka, pohištva in predelava nafte.
Po podatkih za leto 2017 je Bosna in Hercegovina največ izvažala v Nemčijo (14,25 %), Hrvaško (11,67 %), Italijo (10,78 %), Srbijo (10 %), Slovenijo (8,75 %), Avstrijo (8,16 %) in Turčijo (3,67 %). Največ uvoza je bilo s Hrvaške (16,05 %), iz Srbije (13,71 %), Nemčije (9,46 %), Slovenije (9,19 %) in Italije (8,76 %).

### Promet
Skupna dolžina železniškega omrežja v Bosni in Hercegovini je 965 km (2014). Železnica poteka v dveh glavnih smereh ki se križata v Doboju: Tuzla–Doboj–Banja Luka–Novi Grad–Bihać–hrvaška meja in Šamac (hrvaška meja)–Doboj–Sarajevo–Mostar–Čapljina (hrvaška meja). V Bijeljini in Zvorniku so tudi priključki na železniško omrežje Srbije. Z železnico upravljata dve državni podjetji: na ozemlju Federacije so to Železnice Federacije Bosne in Hercegovine, v Republiki Srbski pa Železnice Republike Srbske.
Skupna dolžina cestnega omrežja znaša slabih 23.000 km, od tega je okoli 19.500 km asfaltiranih cest. Skozi državo poteka pet evropskih poti. Po panevropskem koridorju Vc se gradi prva avtocesta v državi; marca 2021 je bilo v ločenih fragmentih zgrajenih skupaj 113 km od 334 načrtovanih.
Bosna in Hercegovina nima dostopa do mednarodnega morja, zato nima pomorskih pristanišč. Izmed tujih pristanišč so za državo najpomembnejše hrvaške Ploče. Bolje, a ne v celoti, razvit je rečni promet na Savi.
V državi uradno obstaja 25 letališč, od tega štiri mednarodna: „Butmir” Sarajevo, „Mahovljani” Banjaluka, Mostar in Tuzla. Največje in najpomembnejše je sarajevsko letališče, ki leži v jugozahodnem predmestju glavnega mesta.

### Turizem
Glede na projekcije Svetovne turistične organizacije, bo imela Bosna in Hercegovina v obdobju med 1995 in 2020 tretjo največjo stopnjo rasti turizma na svetu. 
Leta 2012 je državo obiskalo 747.827 turistov, kar je povečanje za 9 %, in so ustvarili 1.645.521 nočitev ali rast 9,4 % glede na preteklo leto. Od tega je bilo 58,6 % tujih turistov.
Lonely Planet je je leta 2006, ko je razvrščal najboljša mesta na svetu, uvrstil Sarajevo, glavno mesto države in gostitelja Zimskih olimpijskih iger 1984, na 43. mesto, pred Dubrovnik (59. mesto), Ljubljane (84), Bleda (90), Beograda (113) in Zagreba na 135. mestu. Turizem se v Sarajevu v glavnem osredotočen na zgodovinske, verske in kulturne znamenitosti. Lonely Planetov "Best In Travel" je leta 2010 nominiral Sarajevo med deset mest, ki jih je treba obiskati.
Međugorje je postalo eno od najpopularnejših krajev krščanskih romarjev in je preraslo v tretji najvažnejši verski kraj v Evropi, ki ga vsako leto obišče več kot milijon ljudi.

## Kultura

### Arhitektura
Arhitektura Bosne in Hercegovine je edinstvena in specifična arhitektura zahvaljujoč mnogim okoliščinam,, predvsem pa dejstvu, da se je BiH v tisočletnem obstoju znašla pod vplivom različnih kultur in civilizacij ter dejstvu, da je v dolgem obdobju svoje zgodovine predstavljala svojevrstno mejo med zahodnim in vzhodnim vplivom, prevzemala in zadrževala je specifičnosti obeh vplivov, kar je na koncu rezultiralo različno arhitekturo.

### Glasba
Tradicionalne bosanske pesniške oblike so ganga, rera, iz časov Osmanskega cesarstva pa je najbolj znana sevdalinka. Prav tako je priljubljena pop in rock glasba, znani glasbeniki so: Goran Bregović, Davorin Popović, Kemal Monteno, Zdravko Čolić, Edo Maajka, Dino Merlin in Tomo Miličević. Iz časov Jugoslavije so popularne številne pop/rock skupine: Bijelo Dugme, Indexi, Plavi orkestar, Zabranjeno pušenje; in sedanji Dubioza kolektiv. Znani skladatelji klasične glasbe so Đorđe Novković, Esad Arnautalić in Kornelije Kovač.
V zadnjih desetletjih je izredno priljubljena tudi izrazito komercialna turbofolk glasba.

### Gastronomija
Bosanska kuhinja je mešanica zahodnih in vzhodnih vplivov. Ker je bila Bosna 500 let pod vladavino Osmanov, je bosanska kuhinja zelo podobna turški, grški in ostalim, ki so spadale v Osmansko državo. Vladavina Avstrije pa je pozneje prinesla še vplive iz srednje Evrope. Znana je po uporabi številnih začimb, vendar v zmernih količinah. Jedi so večinoma lahke, saj se kuhajo v velikih količinah vode,; omake pa so povsem naravne, narejene iz naravnih zelenjavnih sokov. Značilna zelenjava je krompir, paradižnik, čebula, česen, poper, kumare, buče, korenje, zelje, gobe, špinača, fižol in paprika, poleg te pa še mleko, slive in kisla smetana imenovana pavlaka. Značilne mesne jedi vsebujejo svinjino, govedino in jagnjetino. Lokalne specialitete so: čevapčiči, burek, dolma, sarma, pilaf, golaž, ajvar in številne slaščice, značilne za turški svet.
V Hercegovini pridelujejo tudi vinsko trto in vino, med žganimi pijačami pa sta najpogostejši slivovka (rakija) in sadjevec (jabukovača). V času Jugoslavije so v hercegovskih distilarnah pridelali velike količine vinjaka, s katerimi so zalagali jugoslovansko industrijo alkoholnih pijač.

### Svetovna dediščina
Bosna in Hercegovina je članica UNESCA od 12. julija 1993. Na spisku svetovne dediščine so trije spomeniki: 
- Most Mehmed Paše Sokolovića v Višegradu[13],
- Stari most v Mostarju [14]
- Stečki - srednjeveški nagrobni spomeniki, ki so na 20 lokacijah v Bosni in Hercegovini[15].